# Liste der meistverkauften Singles in den USA (1948)
Dies ist die Liste der meistverkauften Singles in den von Billboard ermittelten Best-Sellers-in-Stores-Charts (Verkaufscharts) in den USA im Jahr 1948.
| Rang | Interpret                  | Titel & Komponisten                                                                                                | Label & Katalognummer |
| ---- | -------------------------- | --- | --------------------- |
| 1    | Pee Wee Hunt               | Twelfth Street Rag (Al Bowman) – B-Seite: Somebody Else, Not Me                                                    | Capitol 15105         |
| 2    | Peggy Lee                  | Manana (Dave Barbour & Peggy Lee) – B-Seite: All Dressed Up with a Broken Heart                                    | Capitol 15022         |
| 3    | Bing Crosby                | Now Is The Hour (Maiwa Kaihau, Clement Scott & Dorothy Stewart) – B-Seite: Silver Threads Among the Gold           | Decca 24279           |
| 4    | Margaret Whiting           | A Tree in the Meadow (Billy Reid) – B-Seite: I’m Sorry But I’m Glad                                                | Capitol 15122         |
| 5    | Jon Steele & Sandra Steele | My Happiness (Betty Petersen & Borney Bergantine) – B-Seite: They All Recorded To Beat The Run                     | Damon 11133           |
| 6    | Ken Griffin & Jerry Wayne  | You Can’t Be True, Dear (Hans Otten & Gerhard Ebeler) – B-Seite: Doodle Doo Doo                                    | Rondo 228             |
| 7    | Dick Haymes                | Little White Lies (Walter Donaldson) – B-Seite: The Treasure O+of Sierra Madre                                     | Decca 24280           |
| 8    | Al Trace                   | You Call Everybody Darling (Sam Martin, Ben Trance & Clem Watts) – B-Seite: Linger Awhile                          | Regent 117            |
| 9    | The Pied Pipers            | My Happiness (Betty Petersen & Borney Bergantine) – B-Seite: Highway to Love                                       | Capitol 15094         |
| 10   | Art Mooney                 | I’m Looking Over a Four Leaf Clover (Mort Dixon & Harry MacGregor Woods) – B-Seite: The Big Brass Band from Brazil | MGM 10119             |
| 11   | Doris Day                  | It’s Magic (Sammy Cahn & Jule Styne) – B-Seite: Put ‘em in a Box                                                   | Columbia 38188        |
| 12   | Gordon Jenkins             | Maybe You’ll Be There (Sammy Gallop & Rube Bloom) – B-Seite: Dark Eyes                                             | Decca 24403           |
| 13   | Vaughn Monroe              | Ballerina (Carl Sigman & Bob Russell) – B-Seite: The Stars Will Remember                                           | Victor 20-2433        |
| 14   | Nat King Cole              | Nature Boy (Eden Ahbez) – B-Seite: Lost April                                                                      | Capitol 15054         |
| 15   | Kay Kyser                  | Woody Woodpecker (Tibbles and Indris) – B-Seite: When Veronica Plays the Harmonica                                 | Columbia 38197        |
| 16   | Doris Day & Buddy Clark    | Love Somebody (Kramer & Whitney) – B-Seite: Confess                                                                | Columbia 38174        |
| 17   | Gracie Fields              | Now Is the Hour (Maiwa Kaihau, Clement Scott & Dorothy Stewart) – B-Seite: Come Back to Sorrento                   | London 110            |
| 18   | Francis Craig              | Beg Your Pardon (Francis Craig & Beasley Smith) – B-Seite: I’m Looking for a Sweetheart                            | Bullet 1012           |
| 19   | Ken Griffin                | You Can’t Be True, Dear (Hans Otten & Gerhard Ebeler) – B-Seite: The Cuchee Waltz                                  | Rondo 128             |
| 20   | The Andrews Sisters        | Toolie Oolie Doolie (Vaughn Horton & Artur Beul) – B-Seite: I Hate to Lose You                                     | Decca 24380           |